# Арифмофобія
Арифмофобія (арифмо + грецьк. phobos — страх) — страх перед цифрами. Вона об'єднує ряд підфобій, які переважно пов'язані зі
забобонними числами. Цей страх вважається марновірством, історично пов'язаним з релігійними забобонами.
Наприклад, різновидами арифмофобії є ;
- Тріскаідекафобія (боязнь числа 13),
- Тетрафобія — боязнь числа 4,
- параскаведекатріафобія (страх п'ятниці 13) (від грецьк. Παρασκευή — п'ятниця, δεκατρείς — тринадцять, φοβία — фобія) і
- гексакосіойгексеконтагексафобія (боязнь числа 666).